# Андријевац
Андријевац (до 1991. године Личани) је насељено место у саставу општине Кошка у Осјечко-барањској жупанији, Република Хрватска.

## Историја
До територијалне реорганизације у Хрватској налазио се у саставу старе општине Нашице.

### Други светски рат
Када су дошли у село Личане усташе су наредиле свим колонистима да се одмах спреме за пут. Милицу Перић удову затекли су у кући и наредили јој да одмах позове децу са поља. Када је она то учинила и хтела да уђе у кућу да узме најпотребније ствари, усташе јој нису дозволиле, већ су јој рекле да у року од пет минута мора бити на железничкој станици. На железничкој станици је затекла још 50 породица и све су одмах упућене у Србију.

## Становништво
На попису становништва 2011. године, Андријевац је имао 155 становника.

## Попис 1991.
На попису становништва 1991. године, насељено место Личани је имало 331 становника, следећег националног састава:
| Попис 1991.‍  | Попис 1991.‍  | Попис 1991.‍ | Попис 1991.‍ | Попис 1991.‍ |
| ------------ | ------------ | ----------- | ----------- | ----------- |
|              |              |             |             |             |
| Срби         | Срби         |             | 295         | 89,12%      |
| Југословени  | Југословени  |             | 9           | 2,71%       |
| Хрвати       | Хрвати       |             | 5           | 1,51%       |
| неопредељени | неопредељени |             | 1           | 0,30%       |
| непознато    | непознато    |             | 21          | 6,34%       |
| укупно: 331  |              |             |             |             |